# 브리짓 (길티 기어)
브리짓은 아크 시스템 웍스의 비디오 게임 시리즈 《길티 기어》의 등장인물이다. 2002년 출시된 《길티 기어 XX》에 플레이어 캐릭터로서 처음 출연했다.
브리짓은 남자 쌍둥이 중 한 명으로 태어났으며, 고향에서 남자 쌍둥이는 죽이거나 양자로 보내지 않으면 불행을 부른다는 미신이 떠돌아 부모는 대신 브리짓의 성별을 숨기고 여자아이로 키웠다. 청소년기에 브리짓은 부모님에 대해 걱정하고 이런 미신을 깨기 위해 남자로 살기로 결심했다. 성인기에 브리짓은 남자로서 사는 것이 행복하지 않다는 것을 깨닫고, 마을의 미신이 아닌 여자로서 살겠다는 본인의 의지에 의해 트랜스젠더 여성으로 정체화한다.
창작자 이시와타리 다이스케는 《길티 기어 XX》 제작 중 다양한 출연진 중 귀여운 인물을 넣기 위해 브리짓을 크로스드레싱하는 남자로 구상했다. 이후 《길티 기어 스트라이브》에서 트랜스여성으로서 재출연시켰다.

## 구상 및 창작
이시와타리는 "귀여운 인물"로서 브리짓을 창작했다. 그는 다른 격투 게임의 귀여운 캐릭터들과의 차이점을 두기 위해 처음에는 브리짓을 크로스드레싱 남자로 구상했다고 한다.

## 반응

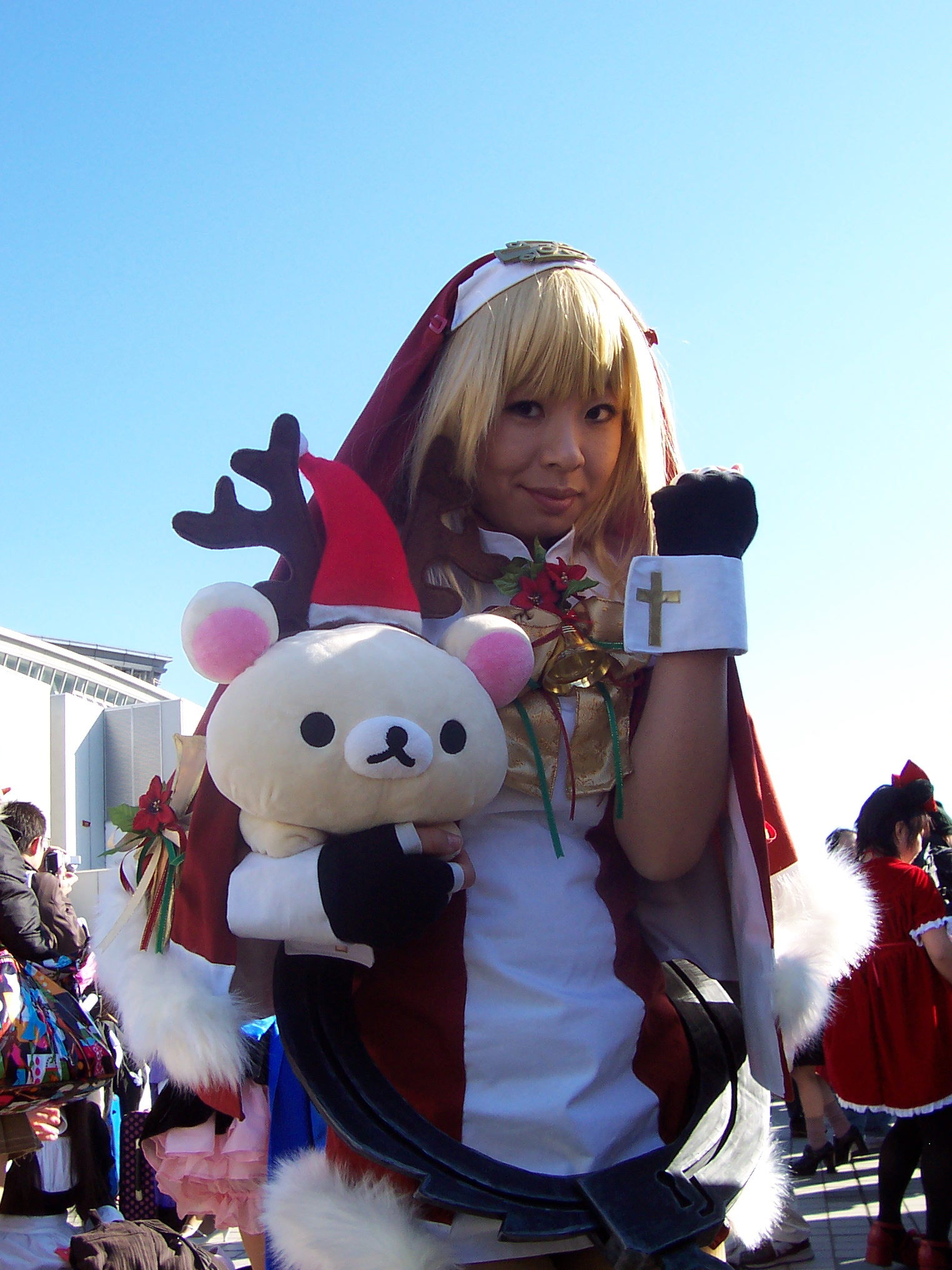
코미케의 브리짓 코스플레이어

2013년 아크 시스템 웍스가 개최한 투표에서 브리짓은 시리즈에서 가장 인기있는 캐릭터로 뽑혔다.

## 참조

### 내용주
1. ↑  영어: Bridget, 일본어: ブリジット